# Riksdagsvalget i Sverige marts 1914
Riksdagsvalget i Sverige marts 1914 var valget til den Sveriges Rigsdags Andra kammaren, valget blev afholdt den 27. marts 1914.
Valget var blevet udskrevet før tid på grund af den såkaldte Borggårdskrise, mellem den liberale statsminister Karl Staaff og den konservative kong Gustav 5., hvilken var blevet indled med demonstrationen "bondetåget 1914" og kongens borggårdstal den 6. februar 1914.

## Valgresultat
| Parti                 | Parti                                     | Partiledere           | Stemmer          | Stemmer | Stemmer | Mandatfordeling | Mandatfordeling |
| Parti                 | Parti                                     | Partiledere           | Antal            | %       | +− %    | Antal           | +−              |
| --------------------- | ----------------------------------------- | --------------------- | ---------------- | ------- | ------- | --------------- | --------------- |
|                       | Allmänna valmansförbundet                 | Arvid Lindman         | 286 250          | 37,7    | +6,4    | 86              | +21             |
|                       | Liberala samlingspartiet                  | Karl Staaff           | 245 107          | 32,2    | −8,0    | 71              | −30             |
|                       | Sveriges socialdemokratiska arbetareparti | Hjalmar Branting      | 228 712          | 30,1    | +1,6    | 73              | +9              |
|                       | Øvrige partier                            | —                     | 125              | 0,0     | —       | —               | —               |
| Antal gyldige stemmer | Antal gyldige stemmer                     | Antal gyldige stemmer | 760 194          | 100,0   |         | 230             |                 |
| Ugyldige stemmer      | Ugyldige stemmer                          | Ugyldige stemmer      | 8 229            |         |         |                 |                 |
| Totalt                | Totalt                                    | Totalt                | 768 423 (69,9 %) |         |         |                 |                 |

Ved valget var 1.092.454 personer Stemmeberettiget.